# Palazzo Bardi Serzelli

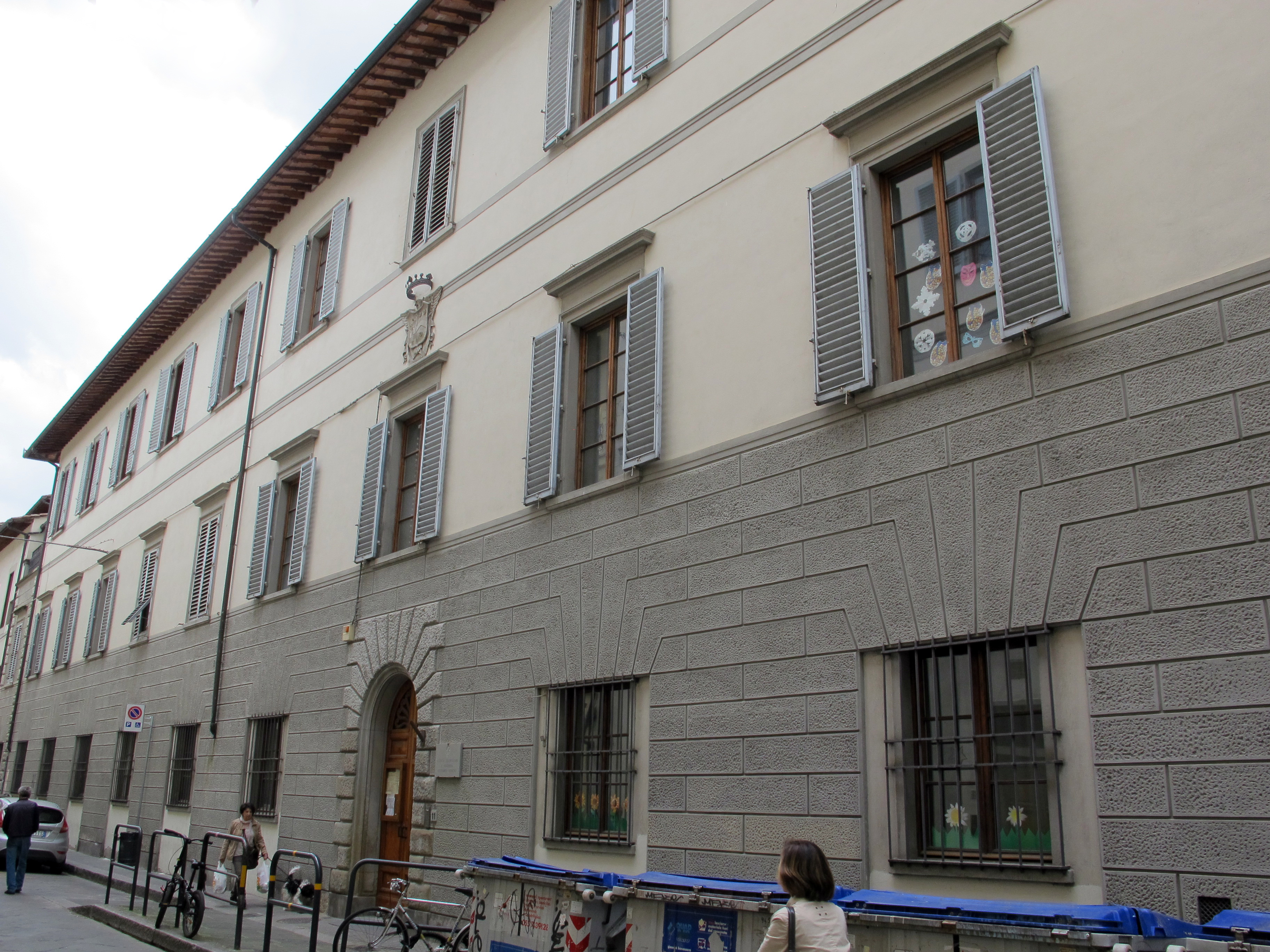
La parte neoclassica all'11

Palazzo Bardi Serzelli è un edificio di Firenze, situato in via San Giuseppe 9-11, davanti allo sbocco di via de' Macci.

## Storia e descrizione
l palazzo sorge dove era in antico una casa di proprietà della famiglia Rucellai. Questi la ampliarono e la ridussero alla presente forma su progetto dell'architetto Gasparo Maria Paoletti nella seconda metà del Settecento. La letteratura ricorda il palazzo sempre unitamente al "delizioso giardino" annesso, vuoi per il suo piacevole disegno, vuoi per la notevolissima estensione. Dai Rucellai la proprietà passò nel corso del tempo ai Dufour Berte (che la possedevano ai tempi di Federico Fantozzi), quindi ai Bardi Serzelli. 
Attualmente è sede della scuola elementare Vittorio Veneto. Il complesso è stato restaurato tra il 1983 e il 1986.